# Trachyspora vestita
Trachyspora vestita är en svampart som först beskrevs av Dietel, och fick sitt nu gällande namn av J.C. Lindq. 1957. Trachyspora vestita ingår i släktet Trachyspora och familjen Phragmidiaceae.   Inga underarter finns listade i Catalogue of Life.